# Vismia sandwithii
Vismia sandwithii är en johannesörtsväxtart som beskrevs av Joseph Andorfer Ewan. Vismia sandwithii ingår i släktet Vismia och familjen johannesörtsväxter. Inga underarter finns listade i Catalogue of Life.